# Vitória da Conquista
Vitória da Conquista est une ville brésilienne du centre-sud de l'État de Bahia. Elle se situe à une latitude de 14° 51' 57" sud et à une longitude de 40° 50' 20" ouest ; son altitude est de 923 mètres. Sa population était estimée à 340 199 habitants en 2014,  puis à 343 643 en 2021.
La municipalité s'étend sur 3 204 km2.

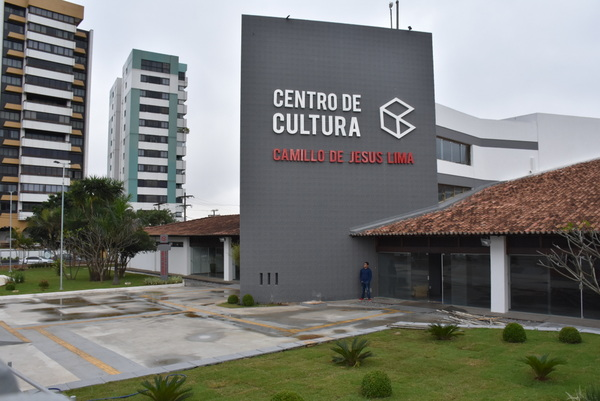
Le centre culturel Camillo de Jesus Lima.

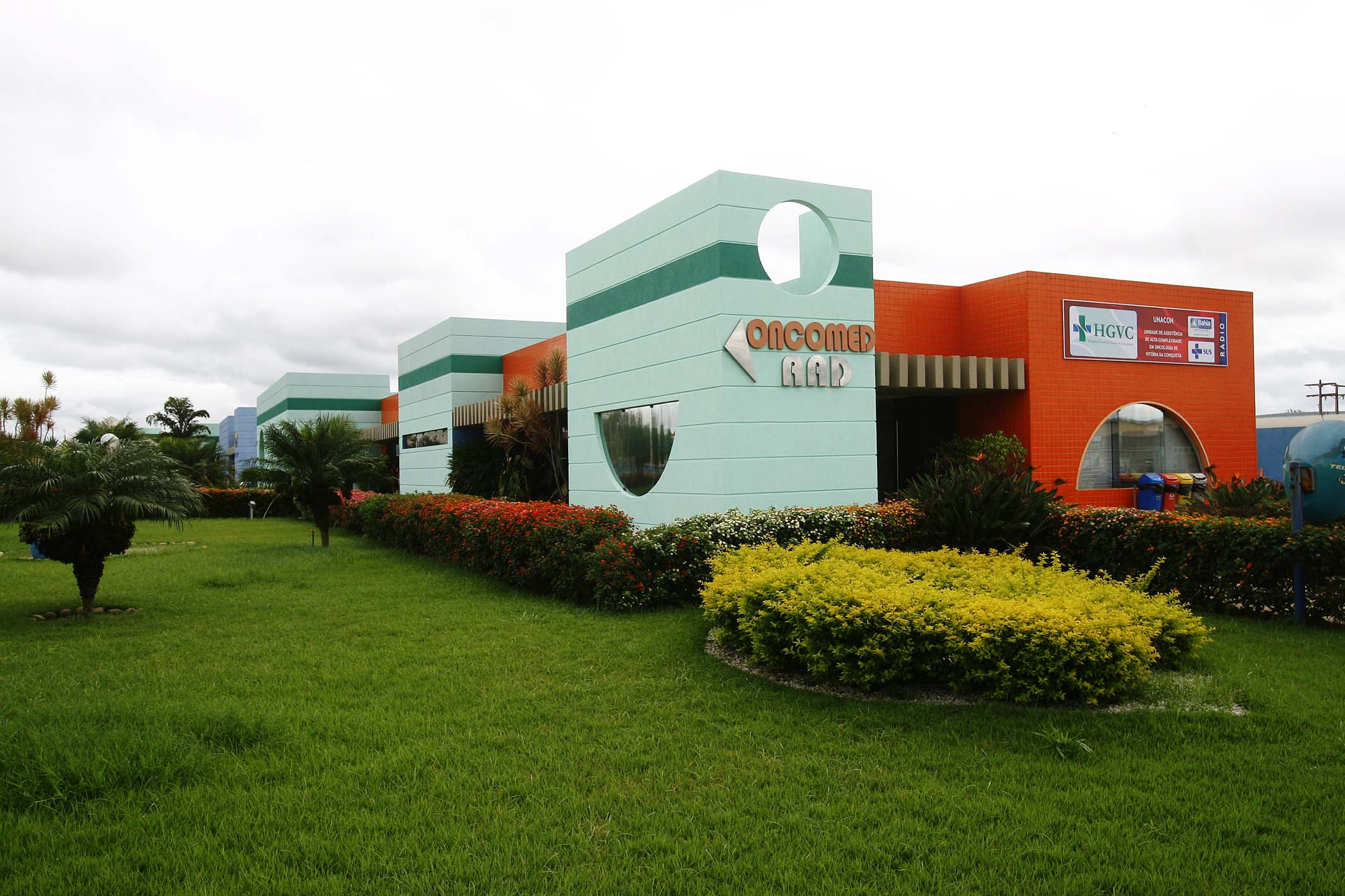
La clinique spécialisée Oncomed Rad.

C'est la capitale régionale d'une zone qui couvre environ quatre-vingts municipalités de Bahia et seize du nord de Minas Gerais, totalisant une population de plus de deux millions d'habitants.
Conquista, comme on l'appelle communément, a l'un des PIB les plus importants et à la croissance la plus rapide du Nord-Est, étant le sixième PIB de Bahia, avec plus de 7 milliards en 2018. Elle est considérée comme la deuxième ville du Nord-Est où il fait le mieux vivre, selon les paramètres de l'indice des défis de la gestion municipale 2021 (IDGM). La ville est un comptoir commercial, mais aussi un fournisseur de services de santé et d'enseignement supérieur. 
Elle fait partie des villes les plus froides du nord-est du Brésil, ayant enregistré des températures inférieures à 5 °C en hiver et à 13,4 °C en plein été, ce qui lui vaut le surnom de "Suisse de Bahia". Elle partage le titre de ville la plus froide de Bahia avec Piatã.

## Histoire
Vitória da Conquista a été fondée en 1783, après plusieurs batailles contre les tribus indigènes Botocudos et Mongoió, par João Gonçalves da Costa (pt), né à Chaves, province de Trás-os-Montes et Haut Douro, au Portugal.
Costa avait servi la couronne portugaise sous le règne de Joseph Ier, combattant les indigènes, conquérant leurs terres et tentant de les convertir au christianisme. Il fonde l'Arraial da Conquista ("ville de la conquête") près du lieu des dernières batailles et entreprend la construction d'une église en l'honneur de la Sainte Mère de la Victoire.
À la même époque, João Gonçalves da Costa a reçu l'ordre de diriger la construction de deux des principales routes de l'État de Bahia, l'une reliant Vitória da Conquista à la ville d'Ilhéus, sur la côte, et l'autre reliant Vitória da Conquista au fleuve Jequitinhonha, dans l'État de Minas Gerais. Aujourd'hui, cette dernière route fait partie du réseau autoroutier fédéral qui est connue sous le nom de Rio-Bahia - BR-116.
Les récits les plus précis sur les indigènes, les colons, la botanique et les animaux qui vivaient dans cette région à l'époque de la colonisation ont été faits par le prince Maximilian zu Wied-Neuwied, naturaliste et botaniste allemand, dans son livre Voyage au Brésil (Viagem ao Brasil).

## Mairie
| Période | Période  | Identité                 | Étiquette    | Qualité |
| ------- | -------- | ------------------------ | ------------ | ------- |
| 2021    | En cours | Ana Sheila Lemos Andrade | Union Brésil |         |

## Personnalités liées
- Kleiton Domingues (1988-), footballeur
- Glauber Rocha (1939-1981), réalisateur